# 7846 Setvák
7846 Setvák è un asteroide della fascia principale. Scoperto nel 1996, presenta un'orbita caratterizzata da un semiasse maggiore pari a 2,3502678 UA e da un'eccentricità di 0,1769404, inclinata di 3,45324° rispetto all'eclittica.